# Lamprechts
Lamprechts (mundartlich: Lamprächts, uf Lamprächts num) ist ein Gemeindeteil der Marktgemeinde Oberstaufen im bayerisch-schwäbischen Landkreis Oberallgäu. Die Ortschaft liegt in der Gemarkung Thalkirchdorf.

## Geographie
Das Dorf liegt circa 4,5 Kilometer östlich des Hauptorts Oberstaufen im Konstanzer Tal gelegen. Durch die Ortschaft verläuft die Bahnstrecke Buchloe–Lindau sowie südlich die Queralpenstraße B 308 und die Konstanzer Ach. Nördlich befindet sich die Salmaser Höhe.

## Ortsname
Der Ortsname stammt vom Personennamen Lantprëcht und bedeutet Siedlung des Lantprëcht.

## Geschichte
Lamprechts wurde erstmals urkundlich im Jahr 1400 mit einem Gut zum Lantprechts erwähnt. 1802 fand die Vereinödung des Orts statt. 1806 wurde in Lamprechts sechs Wohnhäuser gezählt, worunter ein größerer Hof mit 16 Sömmerungen und Alpbesitz erwähnt wurde. Lamprechts gehörte bis zur bayerischen Gebietsreform 1972 der Gemeinde Thalkirchdorf an.

## Baudenkmäler
- Siehe: Liste der Baudenkmäler in Lamprechts